# هانا ماروساوا
هانا ماروساوا (بلاروسی: Ганна Анатолеўна Марусава (Карасёва)؛ زادهٔ ۸ ژانویهٔ ۱۹۷۸) کماندار زن اهل بلاروس است.